# Teodor Radu (delegat)
Teodor Radu (n. secolul al XIX-lea – d. secolul al XX-lea) a fost un deputat în Marea Adunare Națională de la Alba Iulia, organismul legislativ reprezentativ al „tuturor românilor din Transilvania, Banat și Țara Ungurească”, cel care a adoptat hotărârea privind Unirea Transilvaniei cu România, la 1 decembrie 1918:p. 81.

## Biografie
A fost învățător în satul Rachișul Român, azi Vălișoara, comuna Săvădisla:p. 81.

## Activitatea politică
Ca deputat în Adunarea Națională din 1 decembrie 1918 a fost delegat supleant din partea Cercului electoral Turda:pp. 187-188.